# Spacelab
 (novembre 2020).
Si vous disposez d'ouvrages ou d'articles de référence ou si vous connaissez des sites web de qualité traitant du thème abordé ici, merci de compléter l'article en donnant les références utiles à sa vérifiabilité et en les liant à la section « Notes et références ».

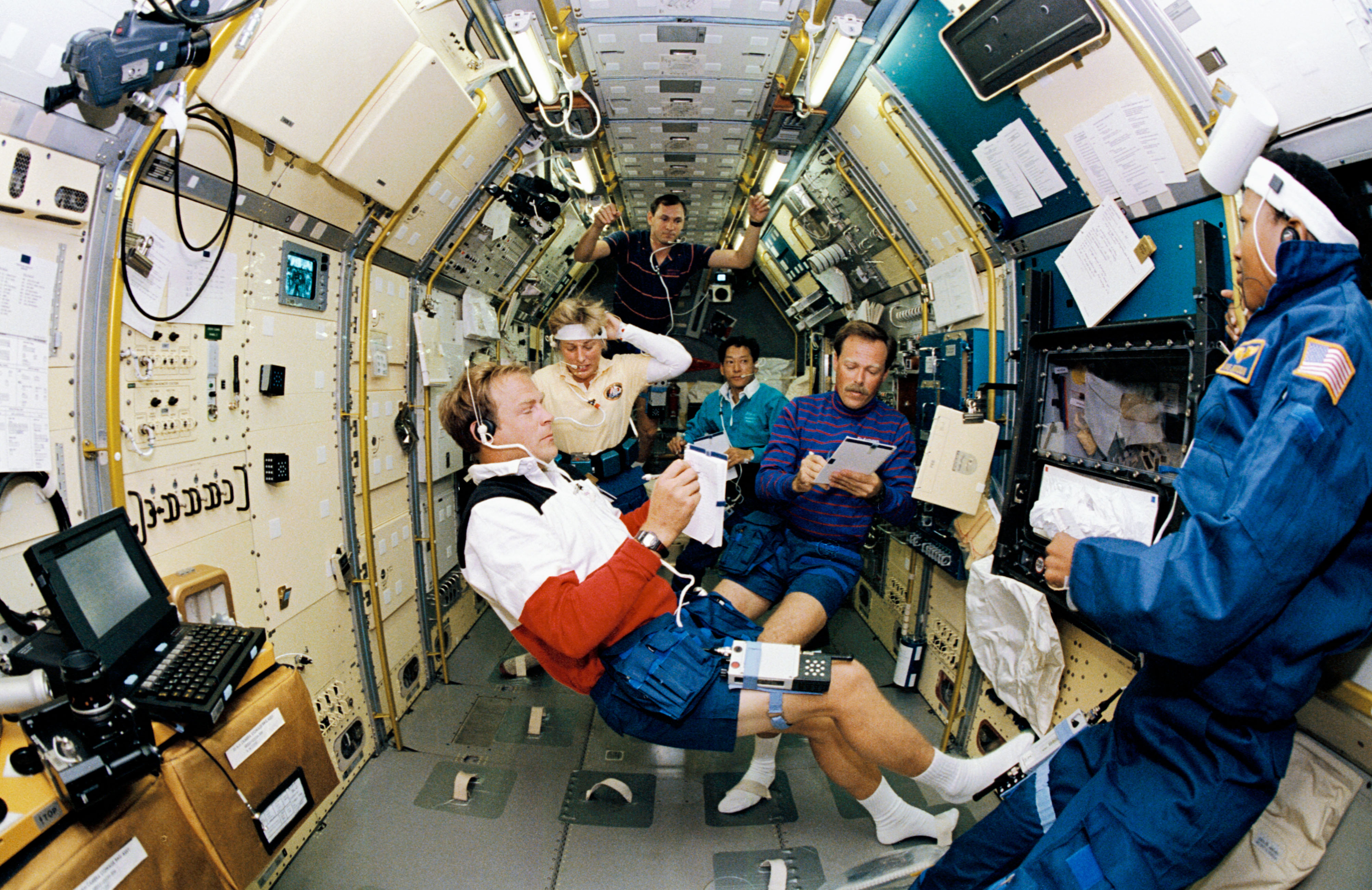
Intérieur de la partie pressurisée durant la mission STS-47.

Spacelab est un laboratoire spatial modulaire utilisé durant certaines des missions de la navette spatiale américaine pour réaliser des missions de microgravité ou faire fonctionner des instruments dans le vide. Il comprend plusieurs types de composants qui étaient installés dans la soute cargo de la navette spatiale. Le principal composant est un module pressurisé qui permettait aux astronautes scientifiques de mener des expériences. Spacelab a constitué la contribution européenne au programme de la navette spatiale. Des composants du laboratoire  ont fait partie de plus de 25 missions entre 1981 et 2000.

## Développement

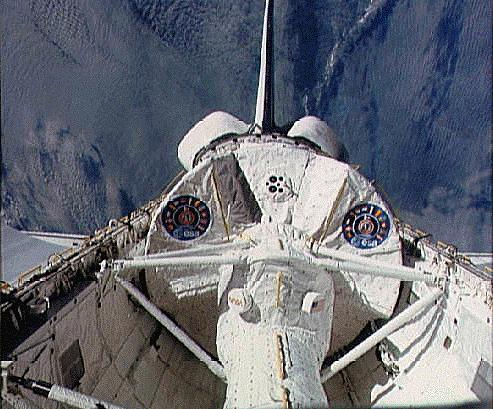
Le laboratoire pressurisé et le tube de liaison vu depuis le hublot du préposé au bras télécommandé de la navette spatiale.

En 1971 la NASA tente d'obtenir l'accord des décideurs politiques américains pour lancer la construction de sa Navette spatiale mais ceux-ci sont réticents à engager les sommes importantes qu'exige ce projet dont les retombées ne leur semblent pas évidentes. La NASA recherche à cette époque des partenaires pour réduire la charge financière et se tourne vers les responsables de l'agence spatiale européenne (à cette époque le Conseil européen de recherches spatiales). Le succès est modeste. L'Europe occidentale s'engage de manière limitée en décidant de fournir le laboratoire spatial Spacelab qui doit être embarqué dans la soute de la navette et permettre d'effectuer des expériences scientifiques. Ce sont surtout l'Allemagne de l'Ouest et l'Italie qui s'engagent à financer ce programme européen et qui réalisent de ce fait l'essentiel des développements. Toutefois, c'est la France, en l’occurrence la CII qui fournit les trois mini-ordinateurs MITRA 125 MS embarqués à bord du Spacelab. En janvier 1972 le projet de la navette spatiale est accepté par le président Nixon et le développement du Spacelab à travers un MOU signée entre la NASA et l'Agence spatiale européenne en avril 1973. Le consortium industriel retenue après un appel d'offres est  l'ERNO  représenté d'abord par VFW-Fokker GmbH, puis par MBB devenu depuis 2003 par EADS SPACE Transportation Allemagne. Le premier laboratoire est livré gratuitement à la NASA en échange de places pour les astronautes scientifiques européens dans les futures missions. Le second, LM2 est payé par la NASA. Le laboratoire spatial comprend un module pressurisé mais également des palettes construit par la société British Aerospace pour pouvoir effectuer des expériences dans le vide spatial.

## Utilisation
Spacelab est utilisé au cours d'environ 25 vols spatiaux. Son utilisation est arrêtée en 1998 ; les travaux scientifiques devant par la suite s'effectuer dans la Station spatiale internationale, dans le module américain Spacehab (qui est une version réduite du Spacelab installé en 2002 par le vol STS-99).
Le LM1 est conservé à l'Aéroport de Brême en Allemagne, dans le cadre de l'exposition de Bremenhalle.

## Caractéristiques techniques

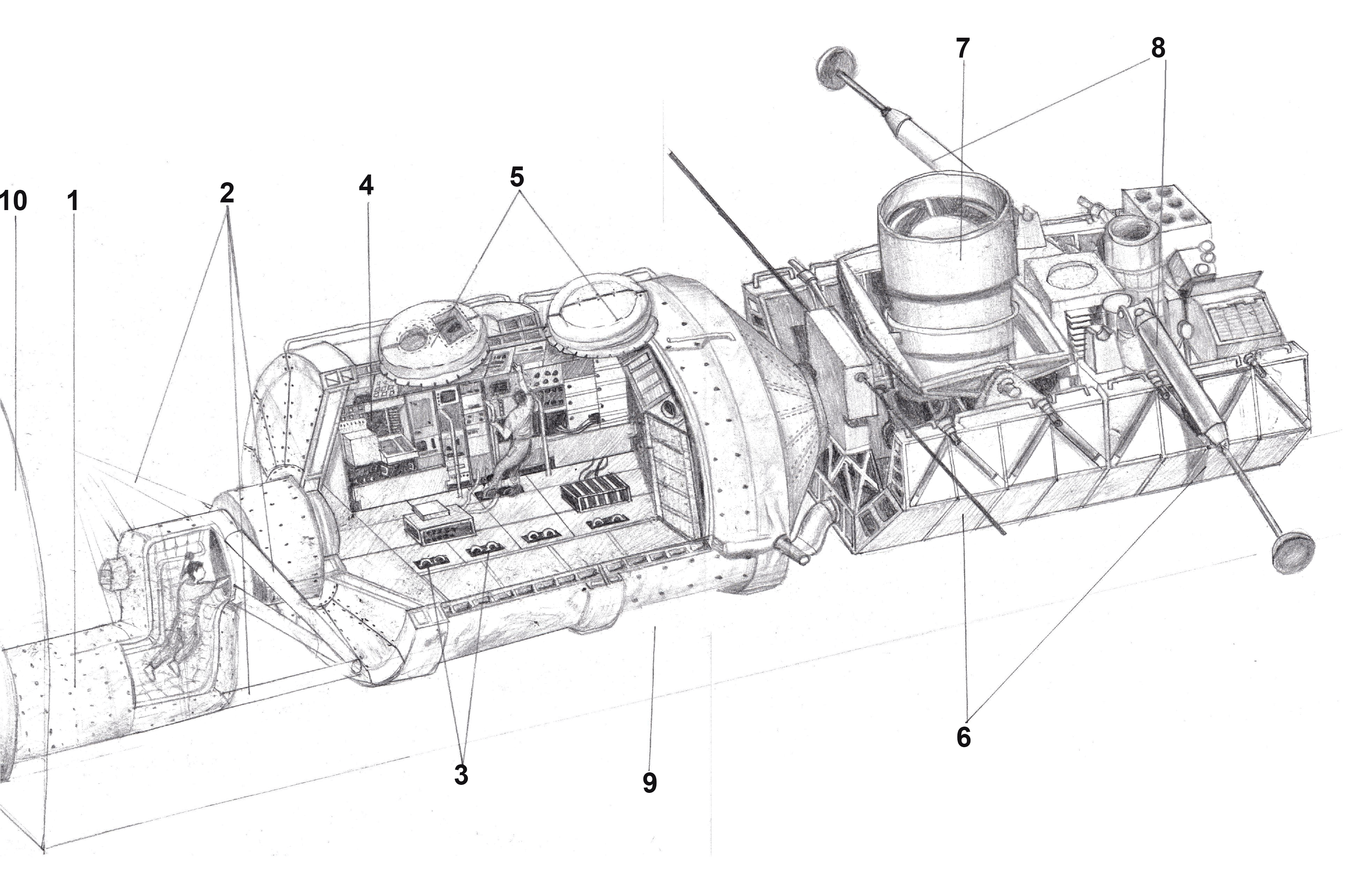
Sab : 1 Tunnel connectant l'orbiteur et le laboratoire, 2 Poutres solidarisant le laboratoire et l'orbiteur, 3 Cales pieds, 4 Expérience, 5 Modules pressurisés, 6 Plateforme externe, 7 Télescope infrarouge, 8 Expérience d'étude du champ magnétique terrestre, 9 Zone cargo de l'orbiteur, 10 Face arrière de la cabine de l'orbiteur.

Spacelab comprend outre le module pressurisé plusieurs équipements complémentaires non pressurisés.

### Le module pressurisé

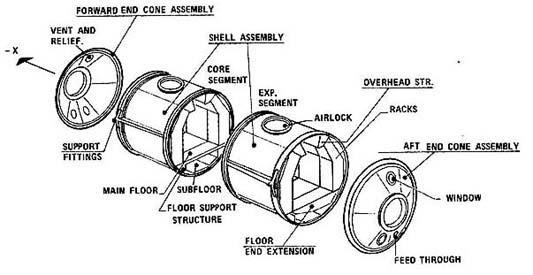
Les composants du module pressurisé.

Le cœur du Spacelab est le module pressurisé dans lequel sont installées des expériences scientifiques mais qui permet également aux astronautes de télécommander des expériences installées à l'extérieur sur les palettes. Le module pressurisé est de forme cylindrique et a en standard une longueur de 6,95 mètres pour un diamètre de 4,12 mètres. Sa masse à vide est de 7,5 tonnes et il peut contenir une charge utile supplémentaire de 5,5 tonnes. Il est composé de deux segments - le segment principal et le segment des expériences. Le segment principal peut voler seul réduisant la longueur du module à 4,27 mètres. Les parois disposent d'emplacements pour les expériences et le module peut accueillir trois astronautes scientifiques. L'alimentation électrique et le conditionnement d'air circulent sous le plancher. De manière optionnelle une fenêtre ou un sas scientifique peuvent être installés dans  une ouverture de 1,3 mètre de large située au plafond. Dans les faits, pour des raisons de sécurité, la NASA n'a jamais utilisé cette configuration. Deux modules ont été construits (LM1 et LM2)  par VFW-Fokker/ERNO (absorbé depuis EADS devenu la société Airbus) à Brême. La structure a été fournie par Aeritalia à Milan.

### Les palettes

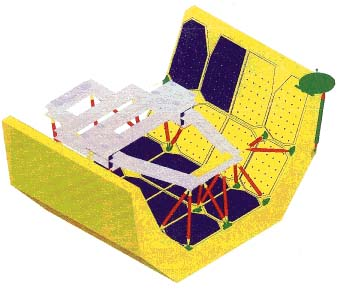
Schéma d'une palette.

Les palettes sont des composants en forme de U ouvert installés dans la soute cargo de la navette et destinés à accueillir des expériences scientifiques qui doivent être en contact direct avec le vide : télescope, magnétomètre... La soute cargo de la navette peut recevoir un module pressurisé Spacelab et deux palettes ou cinq palettes. Chaque palette a une largeur de 4,35 mètres et une longueur de 2,87 mètres. Leur masse est de 725 kg et ils peuvent accueillir une charge utile de 3,1 tonnes. Les palettes ont été réalisées par British Aerospace. 

### L'igloo
Lorsque la navette spatiale emporte des palettes sans modules pressurisés, un module pressurisé inhabité, l'Igloo, est installé. Il contient tous les équipements nécessaires au fonctionnement des expériences installées sur les palettes habituellement prises en charge par le laboratoire pressurisé : distribution d'énergie, communications, traitement des données. Ce composant a 2,5 mètres de haut pour 1,5 mètre de diamètre et pèse un peu plus de 2 tonnes. L'Igloo a été fabriqué en deux exemplaires par la société belge SABCA. 

### Le système de pointage IPS

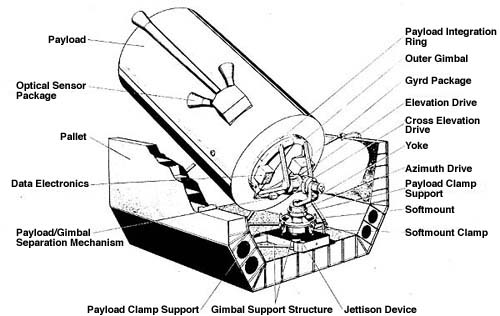
Schéma du système de pointage IPS.

L'IPS (Instrument Pointing System) est un système de pointage installé sur une palette qui permet de pointer un instrument télescope radar avec une grande précision vers une cible donnée et de maintenir l'instrument pointé sur celle-ci en annulant les mouvements de la navette spatiale. L'IPS est stabilisé 3 axes et a une masse de 1 180 kg. Il permet d'orienter un instrument ayant une masse allant jusqu'à 7 tonnes avec une précision de 2 secondes d'arc et peut réaliser le suivi avec une précision de 1,2 seconde d'arc. Deux exemplaires de l'IPS ont été construits par la société Dornier.

### Le tube de liaison

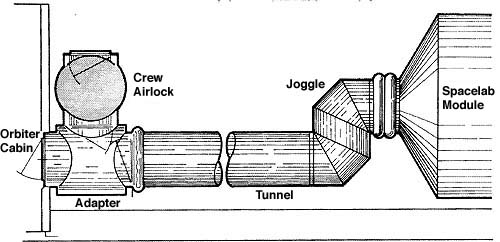
Le tunnel de liaison.

Le module pressurisé du Spacelab ne peut pas être installé dans la soute de la navette spatiale au contact du sas pour des raisons de centrage de poids. Un tunnel de liaison est utilisé pour permettre à l'équipage de passer de la navette au laboratoire. Ce tube dont la longueur peut être ajustée à 2,66 ou 5,75 mètres avant le vol a un diamètre de 1,02 mètre. Deux exemplaires du tube ont été construits par la société McDonnell Douglas.

## Missions

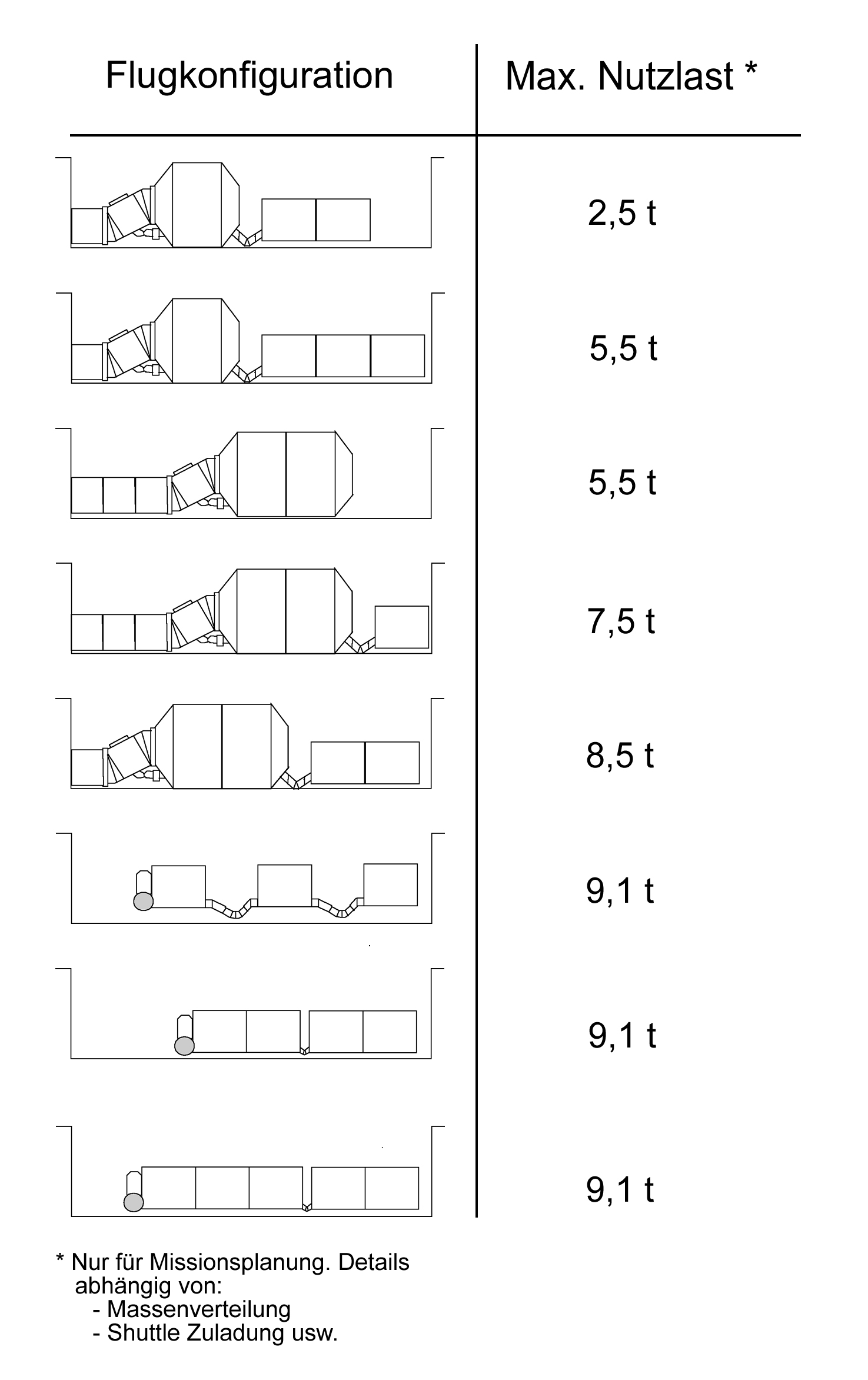
Les différentes configurations envisageables.

Huit configurations des différents composants du laboratoire spatial étaient envisageables (décrites dans le schéma) avec des charges utiles autorisées variables. Trois des missions utilisant le laboratoire spatial pressurisé ont été entièrement financées par des pays autres que les États-Unis : deux missions ont été financées par l'Allemagne (STS-61-A et STS-55) et une par le Japon (STS-47).
| Mission navette | Désignation mission Spacelab | Date             | Module utilisé                   | Expériences embarquées | Remarques |
| --------------- | ---------------------------- | ---------------- | -------------------------------- | ---------------------- | --------- |
| STS-2           | OSTA-1                       | 12 novembre 1981 | 1 palette                        |                        |           |
| STS-3           | OSS-1                        | 22 mars 1982     | 1 palette                        |                        |           |
| STS-9           | Spacelab 1                   | 28 novembre 1983 | LM1 + 1 palette                  |                        |           |
| STS-41-G        | OSTA-3                       | 5 octobre 1984   | 1 palette                        |                        |           |
| STS-51-B        | Spacelab 3                   | avril 1985       | LM1 + MPESS                      |                        |           |
| STS-51-F        | Spacelab 2                   | juillet 1985     | 3 palettes + Igloo + IPS         |                        |           |
| STS-61-A        | Spacelab D1                  | octobre 1985     | LM2 + MPESS                      |                        |           |
| STS-35          | ASTRO-1                      | décembre 1990    | 2 palettes + Igloo + IPS         |                        |           |
| STS-40          | SLS-1                        | juin 1991        | LM1                              |                        |           |
| STS-42          | IML-1                        | janvier 1992     | LM2                              |                        |           |
| STS-45          | ATLAS-1                      | mars 1992        | 2 palette + Igloo                |                        |           |
| STS-50          | USML-1                       | juin 1992        | LM1 + palette EDO (en)           |                        |           |
| STS-46          | -                            | 31 juillet 1992  | 1 palette                        |                        |           |
| STS-47          | Spacelab-J                   | septembre 1992   | LM2                              |                        |           |
| STS-56          | ATLAS-2                      | avril 1993       | 1 palette + Igloo                |                        |           |
| STS-55          | Spacelab D2                  | avril 1993       | LM1 + USS                        |                        |           |
| STS-58          | SLS-2                        | octobre 1993     | LM2 + palette EDO                |                        |           |
| STS-59          | SRL-1                        | avril 1994       | 1 palette                        |                        |           |
| STS-65          | IML-2                        | juillet 1994     | LM1 + palette EDO                |                        |           |
| STS-64          | LITE                         | 9 septembre 1994 | 1 palette                        |                        |           |
| STS-68          | SRL-2                        | octobre 1994     | 1 palette                        |                        |           |
| STS-66          | ATLAS-3                      | novembre 1994    | 1 palette + igloo                |                        |           |
| STS-67          | ASTRO-2                      | mars 1995        | 2 palettes + palette EDO + Igloo |                        |           |
| STS-71          | Spacelab-Mir                 | juin 1995        | LM2                              |                        |           |
| STS-73          | USML-2                       | octobre 1995     | LM1 + palette EDO                |                        |           |
| STS-78          | LMS                          | juin 1996        | LM2 + palette EDO                |                        |           |
| STS-82          |                              | 21 février 1997  | 1 palette                        |                        |           |
| STS-83          | MSL-1                        | avril 1997       | LM1+ palette EDO                 |                        |           |
| STS-94          | MSL-1R                       | juillet 1997     | LM1+ palette EDO                 |                        |           |
| STS-90          | Neurolab                     | avril 1998       | LM2+ palette EDO                 |                        |           |
| STS-99          | SRTM                         | février 2000     | 1 palette                        |                        |           |